# Призрачная башня
«При́зрачная ба́шня» (англ. The Looming Tower) — американский мини-сериал, основанный на книге Лоуренса Райта «Смутная башня: „Аль-Каида“ и путь к 11 сентября». Премьера сериала состоялась 28 февраля 2018 года на канале Hulu.

## Сюжет
Сериал рассказывает о событиях, которые привели к трагедии 11 сентября 2001 года.

## В ролях

### Основной состав
- Джефф Дэниэлс — Джон П. О’Нил[англ.]
- Тахар Рахим — Али Суфан[англ.]
- Ренн Шмидт[англ.] — Диана Прист
- Билл Кэмп — Роберт Чесни
- Луис Канселми — Винс Стюарт
- Вирджиния Кулл — Кэти Шонесси
- Элла Рэй Пек — Хизер
- Салливан Джонс — Флойд Беннет
- Майкл Стулбарг — Ричард Кларк
- Питер Сарсгаард — Мартин Шмидт

### Второстепенный состав
- Алек Болдуин — Джордж Тенет
- Дженнифер Дандас — Мэри Джо Уайт[англ.]
- Стюарт Стейнберг — Ларри Сильверстайн
- Дональд Сэйдж Маккей — Кирк Липполд[англ.]
- Дафер Лабидин — Мухаммед Атта

## Производство

### Разработка
В сентябре 2016 года Hulu заказал сериал «Призрачная башня» продюсерской компании Legendary Television, продюсировать который в частности были назначены Алекс Гибни, Дэн Футтерман и Лоуренс Райт. Были заказаны 10 эпизодов сериала с датой премьеры в 2017 году. Позже было объявлено, что Крэйг Зиск также станет исполнительным продюсером, а также режиссёром проекта.

### Кастинг
В январе 2017 года было объявлено, что Тахар Рахим сыграет ведущую роль Али Суфана. В феврале 2017 года Майкл Стулбарг и Билл Кэмп получили роли Ричарда Кларка и Роберта Чесни соответственно. В марте 2017 года стало известно, что Джефф Дэниэлс присоединился к основному актёрскому составу в роли Джона П. О’Нила. В том же месяце Салливан Джонс, Вирджиния Кулл, Луис Канселми, Питер Сарсгаард и Ренн Шмидт получили основные роли в сериале, а Элла Рэй Пек была приглашена на второстепенную роль. В мае 2017 года Алек Болдуин получил периодическую роль Джорджа Тенета.

### Съёмки
Съёмки сериала начались 3 мая 2017 года в Нью-Йорке. Производство сериала осуществлялось в различных местах по всей планете.

### Маркетинг
19 декабря 2017 года Hulu выпустил первое превью сериала: коллекцию изображений и видео, содержащее интервью с актёрами и членами съёмочной группы.